# Lego The Lone Ranger
Lego The Lone Ranger er en produktlinje produceret af den danske legetøjskoncern LEGO, der blev introduceret 2013, og er baseret på filmen The Lone Ranger (2013). Det blev solgt med licens fra Walt Disney Pictures og Jerry Bruckheimer Films. Temaet indeholdt byggesæt med scener fra filmen, og den blev udfaset igen i 2014.